# (7527) Marples
(7527) Marples – planetoida z pasa głównego asteroid okrążająca Słońce w ciągu 3 lat i 164 dni w średniej odległości 2,28 j.a. Została odkryta 20 stycznia 1993 roku w obserwatorium w Oohira przez Takeshiego Uratę. Nazwa planetoidy pochodzi od Petera Marplesa (ur. 1958), australijskiego astronoma amatora, odkrywcy supernowej SN 2008fa w galaktyce NGC 6722. Nazwa została zaproponowana przez T. Uratę i I. Makino. Przed nadaniem nazwy planetoida nosiła oznaczenie tymczasowe (7527) 1993 BJ.